# Nakład inwestycyjny
Nakład inwestycyjny (ang. CAPEX, capital expenditure) – nakład przeznaczony na zakup, utrzymanie lub ulepszenie środków trwałych, takich jak budynki, pojazdy, maszyny czy grunty. Nakładem inwestycyjnym jest zarówno sytuacja, gdy zostaje kupiony nowy środek trwały, jak i gdy fundusze są przeznaczane do przedłużenia użyteczności środka trwałego.
Nakłady inwestycyjne są zwykle finansowane z kapitału własnego lub zadłużenia długoterminowego.
Pojęcie to kontrastuje z kosztami operacyjnymi, czyli kosztami ponoszonymi w związku z wykorzystaniem środka. Do kosztów operacyjnych należą m.in. energia elektryczna czy utrzymanie czystości. Różnica między nakładem kapitałowym a kosztem operacyjnym może nie być oczywista dla części nakładów; na przykład, odmalowanie parkingu może być uznane za część działalności operacyjnej centrum handlowego. Jako rozgraniczenie przyjmuje się to, czy korzyść z nakładu przekracza aktualny rok obrotowy.